# Česlovas Juršėnas
Česlovas Juršėnas (ur. 18 maja 1938 w Poniżyszkach) – litewski dziennikarz i polityk, przewodniczący Sejmu w latach 1993–1996, w 2004 oraz w 2008, honorowy przewodniczący Litewskiej Partii Socjaldemokratycznej.

## Życiorys
Jego ojciec, Antanas Juršėnas, jako żołnierz Wojska Polskiego walczył w kampanii wrześniowej w obronie Warszawy.
W 1955 został absolwentem szkoły średniej w Ignalinie. W 1960 ukończył dziennikarstwo na Uniwersytecie Wileńskim, po czym przez kilkanaście lat pracował jako dziennikarz. Początkowo był zatrudniony w redakcji tygodnika „Statyba” i dziennika „Tiesa”. Następnie był korespondentem międzynarodowym w litewskim radiu i telewizji oraz redaktorem telewizyjnych serwisów informacyjnych.
W 1973 ukończył dziennikarstwo w wyższej szkole partyjnej w Leningradzie i przez kilka lat pracował w Komitecie Centralnym Komunistycznej Partii Litwy i Radzie Ministrów Litewskiej SRR. W latach 1978–1983 był redaktorem naczelnym dziennika „Vakarinės Naujienos”. W 1989 objął funkcję rzecznika prasowego rządu.
W 1990 został wybrany do Rady Najwyższej (parlamentu Litewskiej SRR). 11 marca tego samego roku wraz z innymi sygnatariuszami podpisał Akt Przywrócenia Państwa Litewskiego. W tym samym roku wstąpił też do postkomunistycznej Litewskiej Demokratycznej Partii Pracy (LDDP). W 1992, w pierwszych w pełni wolnych wyborach parlamentarnych, został wybrany w skład Sejmu z ramienia tego ugrupowania. Uzyskiwał reelekcję w kolejnych wyborach w 1996, 2000 i 2004. W latach 1996–2001 zajmował stanowisko przewodniczącego LDDP. Gdy w 2001 partia ta zjednoczyła się z Litewską Partią Socjaldemokratyczną, został członkiem wspólnego ugrupowania.
Od lutego 1993 do listopada 1996 zajmował po raz pierwszy stanowisko przewodniczącego Sejmu. Od kwietnia do lipca 2004 pełnił obowiązki marszałka. W kwietniu 2008 ponownie został wybrany przewodniczącym litewskiego Sejmu, funkcję tę pełniąc do końca kadencji w 2008.
W wyborach parlamentarnych w tym samym roku ponownie uzyskał mandat poselski z listy partyjnej LSDP. W 2011 został wybrany na honorowego przewodniczącego LSDP. W 2012 nie ubiegał się o poselską reelekcję.

## Odznaczenia
- Krzyż Wielki Orderu Witolda Wielkiego (2004)[3]
- Medal Niepodległości Litwy (2000)[3]
- Krzyż Komandorski Orderu Zasługi RP (Polska, 2001)[4][5]
- Order Księcia Jarosława Mądrego III klasy (Ukraina, 2006)[6]
- Medal Rady Bałtyckiej (2003)[7]